# LocoCycle
LocoCycle est un jeu vidéo de course développé par Twisted Pixel Games et édité par Microsoft Studios, sorti en 2013 sur Xbox One, Xbox 360 et Windows.

## Accueil
- Eurogamer : 4/10[1]
- Gameblog : 3/10[2]
- Gamekult : 3/10[3]
- GameSpot : 6/10[4]
- GamesRadar+ : 2,5/5[5]
- IGN : 6,4/10[6]
- Jeuxvideo.com : 6/20[7]